# Norm Maracle
Norman V. „Norm“ Maracle (* 2. Oktober 1974 in Belleville, Ontario) ist ein ehemaliger kanadischer Eishockeytorwart, der unter anderem für die Detroit Red Wings und Atlanta Thrashers in der National Hockey League spielte. Zudem verbrachte er einige Jahre in verschiedenen europäischen Ligen, unter anderem bei den Iserlohn Roosters und Kölner Haien in der Deutschen Eishockey Liga (DEL).

## Karriere

### Nordamerika
Norm Maracle begann seine Karriere 1991 bei den Calgary North Stars in der Alberta Midget Hockey League. 1992 wechselte er in die Western Hockey League zu den Saskatoon Blades. Nach seiner zweiten Saison wurde der Goalie im NHL Entry Draft 1993 von den Detroit Red Wings in der fünften Runde an Position 126 ausgewählt, er blieb noch ein Jahr in der WHL und spielte seine beste Saison für Saskatoon. Von 56 Spielen konnte Maracle 41 gewinnen und wurde sowohl von der WHL, als auch von der Dachorganisation Canadian Hockey League als bester Torhüter der Saison ausgezeichnet.
Die folgenden drei Jahre verbrachte der Kanadier in der American Hockey League beim Farmteam von Detroit, den Adirondack Red Wings, wo er Stammtorhüter wurde und überzeugende Leistungen erbrachte. In der Saison 1997/98 durfte Maracle vier Mal in der National Hockey League spielen, blieb aber weiter Stammtorhüter in Adirondack. In dem Jahr gewannen die Detroit Red Wings den Stanley Cup.
In der Saison 1998/99 war Maracle als Back-up-Goalie von Chris Osgood fester Bestandteil des NHL-Teams und kam 16 Mal in der regulären Saison zum Einsatz sowie zweimal in den Playoffs.
Im Sommer 1999 wurde mit den Atlanta Thrashers ein neues Team in der NHL gegründet und da der Kader der Thrashers mit Spielern gefüllt werden musste, durften sie sich von jedem Team einen Spieler auswählen. Die Teams selbst hatten hingegen die Möglichkeit eine bestimmte Anzahl ihrer Spieler für den Draft zu sperren, um sie weiterhin zu behalten. Norm Maracle gehörte nicht dazu und wurde schließlich von den Thrashers im NHL Expansion Draft 1999 ausgewählt.
In der Saison 1999/2000 bekam Maracle mehr Eiszeit in der NHL, da er sich die Position des Stammtorhüters hauptsächlich mit Damian Rhodes teilte. Die Saison verlief, da Thrashers noch neues Team waren, wie erwartet schlecht. In der folgenden Spielzeit kam der Torhüter nur noch selten in der höchsten nordamerikanischen Profiliga zum Einsatz und verbrachte den Großteil der Saison in der International Hockey League bei den Orlando Solar Bears. Dort führte er das Team zum Turner Cup und wurde selbst als MVP der Play-offs ausgezeichnet.
Nach der Spielzeit stellte die IHL jedoch ihren Spielbetrieb ein, sodass Norm Maracle in der Saison 2001/02 lediglich zu einem einzigen und seinem bislang letzten Einsatz in der NHL kam und diese und die nächste Saison fast ausschließlich bei den Chicago Wolves in der AHL spielte.

### Russland und Europa
2003 wechselte Maracle dann in die russische Superliga, wo er eine sehr erfolgreiche Saison bei HK Metallurg Magnitogorsk spielte und bis ins Finale um die Meisterschaft kam. Im Juli 2004 unterschrieb der Kanadier einen Vertrag bei den Nürnberg Ice Tigers, der aber wenig später aufgelöst wurde. Stattdessen spielte Maracle weitere zwei Jahre in Russland für HK Awangard Omsk und erreichte noch einmal das Finale.
Nach dem Ende der Saison 2005/06 wurde Norm Maracle ein Free Agent und erst im Dezember 2006 unterzeichnete er einen neuen Vertrag bei Awangard Omsk. Nach der Spielzeit 2006/07 verpflichteten ihn schließlich die Iserlohn Roosters aus der DEL. Dort wurde sein Vertrag bereits Ende November 2007, aufgrund seiner herausragenden Leistungen, vorzeitig bis 2010 verlängert. Nach einer durchwachsenen Saison 2008/09 wurde sein Vertrag von den Iserlohn Roosters aufgelöst.
Danach spielte er bis Dezember 2009 beim HDD Olimpija Ljubljana aus der Österreichischen Eishockey-Liga, bevor sein Vertrag aufgelöst wurde. Von Januar bis Juni 2010 stand er bei den Kölner Haien aus der DEL unter Vertrag. Zur Saison 2010/2011 wechselte er zu den Starbulls Rosenheim. Gleich in seiner ersten Saison in Bayern wusste Maracle vollends zu überzeugen und wurde von Experten überlegen zum besten Torhüter und sogar zum Spieler des Jahres in der 2. Bundesliga gewählt; er gilt in Rosenheim als der beste Goalie seit Karl Friesen. Nach einer erfolgreichen Saison bei den Starbulls Rosenheim verlängerte Maracle seinen Vertrag um eine weitere Spielzeit. Nach dem Gewinn der Vizemeisterschaft 2011/12 beendete er aus familiären Gründen seine Karriere.

## Erfolge und Auszeichnungen
| - 1992 CHL All-Rookie Team - 1993 WHL Second All-Star Team - 1994 WHL First All-Star Team - 1994 Del Wilson Trophy - 1994 CHL Goaltender of the Year - 1994 CHL First All-Star Team - 1997 AHL Second All-Star Team - 1998 Teilnahme am AHL All-Star Classic - 1998 Stanley-Cup-Gewinn mit den Detroit Red Wings - 1998 AHL Second All-Star Team - 2001 Turner-Cup-Gewinn mit den Orlando Solar Bears | - 2001 James Norris Memorial Trophy (gemeinsam mit Scott Fankhouser) - 2001 James Gatschene Memorial Trophy - 2001 Norman R. „Bud“ Poile Trophy - 2001 IHL First All-Star Team - 2002 Calder-Cup-Gewinn mit den Chicago Wolves - 2005 IIHF-European-Champions-Cup-Gewinn mit dem HK Awangard Omsk - 2005 Bester Torhüter des IIHF European Champions Cup - 2005 All-Star-Team des IIHF European Champions Cup - 2008 Teilnahme am DEL All-Star Game - 2011 DEB-Pokal-Gewinn mit den Starbulls Rosenheim - 2011 Bester Torhüter und Spieler der 2. Bundesliga |

## Karrierestatistik
(Legende zur Torhüterstatistik: GP oder Sp = Spiele insgesamt; W oder S = Siege; L oder N = Niederlagen; T oder U oder OT = Unentschieden oder Overtime- bzw. Shootout-Niederlage; Min. = Minuten; SOG oder SaT = Schüsse aufs Tor; GA oder GT = Gegentore; SO = Shutouts; GAA oder GTS = Gegentorschnitt; Sv% oder SVS% = Fangquote; EN = Empty Net Goal; 1 Play-downs/Relegation; Kursiv: Statistik nicht vollständig)